# Лачените обувки на незнайния воин
„Лачените обувки на незнайния воин“ е български игрален филм (драма) от 1979 година, по сценарий и режисура на Рангел Вълчанов. Оператор е Радослав Спасов. Музиката във филма е композирана от Кирил Дончев.
Сюжетът е развит около детските спомени на мъж за живота в шопско село от времето преди колективизацията, в центъра на които е сватбата на негов чичо. Главните роли се изпълняват от Борислав Цанков, Емилия Маринска, Иван Стоичков, Славка Анкова.

## Състав

### Актьорски състав
| Изпълнител        | Роля         |
| ----------------- | ------------ |
| Борислав Цанков   | Моне         |
| Иван Стоичков     | Дядо Добрин  |
| Славка Анкова     | Баба Слава   |
| Емилия Маринска   | Булката      |
| Николай Величков  | Черен Чичо   |
| Григор Димитров   | Кум          |
| Траянка Стоичкова | Кума         |
| Венка Минкова     | Майката      |
| Невена Пържева    | Стрина Дена  |
| Василка Георгиева | Стрина Елена |
| Любомир Иванов    | Войникът     |
| Рангел Вълчанов   | Себе си      |

### Технически екип
| Сценарий Режисьор    | Рангел Вълчанов                                                                                         |
| Оператор             | Радослав Спасов                                                                                         |
| Художник             | Георги Тодоров                                                                                          |
| Костюми              | Елена Демякова                                                                                          |
| Музика               | Кирил Дончев                                                                                            |
| Монтаж               | Ерма Попова Розедия Милина                                                                              |
| Редактори            | Свобода Бъчварова Михаил Кирков                                                                         |
| Звук                 | Иван Венциславов                                                                                        |
| Директори            | Здравко Ватев Христо Бумбовски                                                                          |
| Грим                 | Лефтера Недева                                                                                          |
| Скриптър             | Емилия Василева                                                                                         |
| Втори режисьор       | Малина Петрова                                                                                          |
| Асистент-режисьори   | Стефан Каспаров Илка Вълчева Евгени Михайлов                                                            |
| Втори оператор       | Пламен Сомов                                                                                            |
| Асистент-оператор    | Георги Николов Чавдар Витанов Владимир Станков                                                          |
| Комбинирани снимки   | Иван Манев                                                                                              |
| Фотограф             | Кръстина Василева                                                                                       |
| Асистенти по звука   | Валентин Гьорев Любомир Стефанов                                                                        |
| Асистенти по монтажа | Евгения Тасева Мария Кацева                                                                             |
| Асистент по грима    | Катя Симова                                                                                             |
| Реквизит             | Ангел Ангелов Никифор Никифоров                                                                         |
| Гардероб             | Румяна Киселичка Мария Илиева Мария Братоева                                                            |
| Декори               | Филип Чалъков                                                                                           |
| Осветление           | Борислав Марков                                                                                         |
| Пиротехника          | Иван Ангелов                                                                                            |
| Оръжейник            | Атанас Мицов                                                                                            |
| Военен консултант    | Георги Губеров                                                                                          |
| Хореограф            | Захари Андреев                                                                                          |
| Илюстрации           | Иван Кирков                                                                                             |
| График               | Владимир Колев                                                                                          |
| Организатори         | Васил Радоев Николай Овчаров Едвард Топузян Красимир Симеонов                                           |
| Distributed by       | Българска кинематография Студия за игрални филми „БОЯНА“ Творчески колектив „СРЕДЕЦ“ /Copyright © 1979/ |

## Награди
- Награда на СБФД за сценография, (1979);
- Награда за режисура от Фестивала на българския игрален филм, Варна (1980);
- Награда за костюми на СБХ, Варна (1980);
- Голямата награда „Златен паун“ от Международния филмов фестивал в Делхи (1981).